# Anatoli Anatoljewitsch Neratow

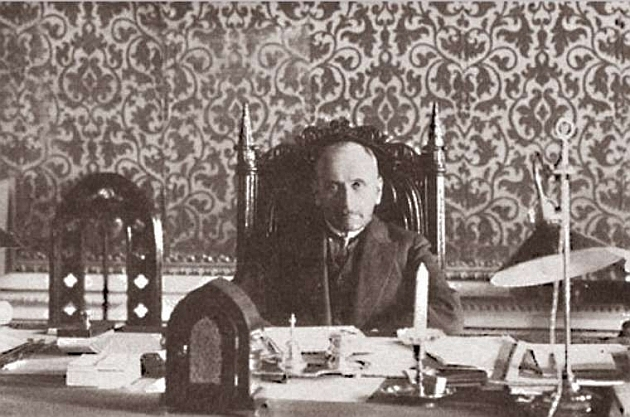
Außenminister Sergej Sasonow hinter seinem Schreibtisch, von dem aus während Sasonows Krankheit schon 1911 auch Anatoli Neratow interimistisch die Amtsgeschäfte leitete

Anatoli Anatoljewitsch Neratow (russisch: Анатолий Анатольевич Нератов) (* 2. Oktober 1863 im Russischen Reich; † 10. April 1938 in Villejuif, Frankreich) war ein russischer Diplomat. Er war Stellvertreter von fünf Außenministern sowohl unter der zaristischen als auch unter der provisorischen Regierung.

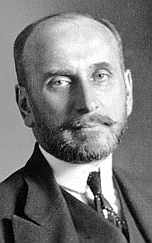
Unter Sergej Sasonow stieg Neratow zum Vize-Außenminister auf, ihn vertrat er schon 1911
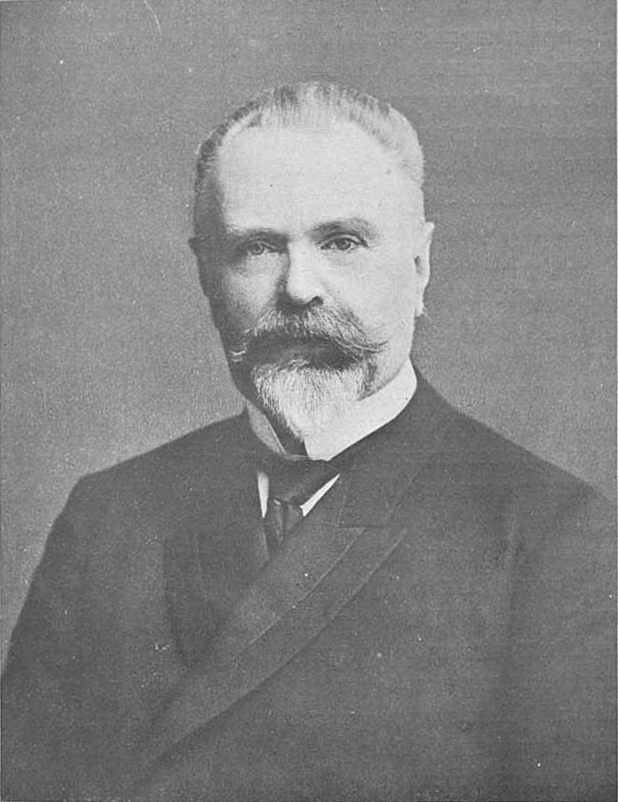
Da Boris Stürmer auch Premier war, führte 1916 sein Vize Neratow faktisch das Außenamt
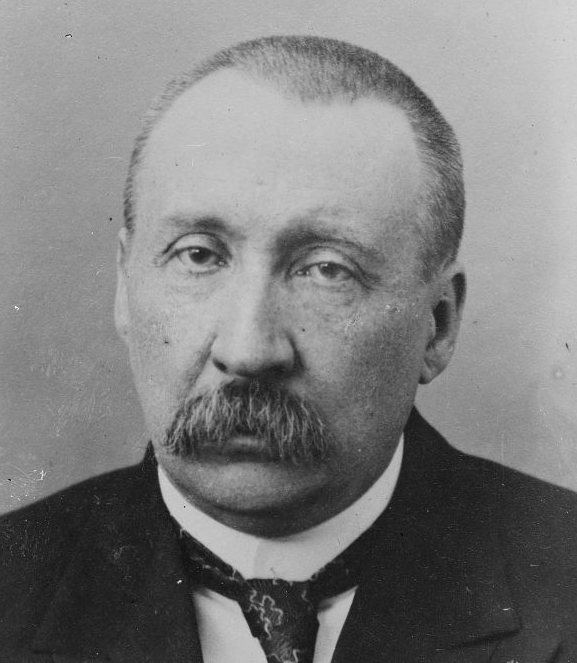
Nikolai Pokrowski übernahm das Amt von Neratow und gab es ihm im Februar 1917 wieder
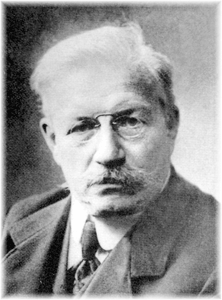
Pawel Miljukow übernahm im März 1917 die Amtsgeschäfte und behielt Neratow als Vize
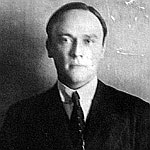
Auch unter Michail Tereschtschenko blieb Neratow bis November 1917 als Vize im Amt

Anatoli Anatoljewitsch Neratow wurde geboren, während in Russisch-Polen der Aufstand von 1863 tobte; nach der Niederschlagung des Aufstandes war sein Vater Anatoli Iwanowitsch Neratow (1830–1907) kurzzeitig russischer Gouverneur des polnischen Kielce (1869–1871). Anatoli Anatoljewitsch wuchs jedoch vor allem in Sankt Petersburg auf. Nach dem Besuch des Alexander-Lyzeums in Zarskoje Selo trat Neratow um 1888 oder 1890 in den Auswärtigen Dienst ein. Von 1906 bis 1910 war er zunächst Vizedirektor der 1. Abteilung des russischen Außenministeriums, von 1910 bis 1917 dann Unterstaatssekretär bzw. stellvertretender Außenminister. Obwohl er während seiner gesamten Dienstzeit kein einziges Mal im Ausland war, agierte Neratow in Krisenzeiten viermal kurzzeitig sogar als amtierender Interims-Außenminister:
- von März bis Dezember 1911 (d. h. während der Jungpersischen Revolution, der Marokkokrise und des Tripoliskrieges) während einer Erkrankung Sergej Sasonows,[6][7]
- im November 1916 (während des Ersten Weltkrieges) nach der Entlassung Boris Stürmers[8][9] und vor der Ernennung Nikolai Pokrowskis – in diesem Zusammenhang wurde Neratow auch Mitglied des Staatsrates,[3][10]
- im Februar bzw. März 1917 (während der Februarrevolution) nach Pokrowskis Rücktritt und vor dem Amtsantritt Pawel Miljukows,
- im Oktober bzw. November 1917 (während nach der Oktoberrevolution) anstelle des zwischenzeitlich verhafteten Michail Tereschtschenko.

Der neue Volkskommissar für Auswärtiges, Leo Trotzki, hatte sofort nach der Oktoberrevolution seinen Sekretär Iwan Salkind zu Neratow entsandt. Salkind forderte Neratow auf, sich dem Rat der Volkskommissare zu unterstellen und die diplomatischen Geheimverträge aus den Archiven des zaristischen Außenministeriums herauszugeben, was Neratow verweigerte. Auch Trotzki selbst konnte Neratow nicht umstimmen. Neratow floh stattdessen zunächst mit einigen der Geheimdokumente. Daraufhin wurde Neratow im November 1917 als Vize-Außenminister ohne Pensionsanspruch entlassen, sein Büro übernahm Salkind. Schließlich stellte sich Neratow, die geheimen Dokumente wurden beschlagnahmt und veröffentlicht. Anfang 1918 behauptete Neratow, dass ein Teil dieser veröffentlichten Dokumente Fälschungen, bloße Abschriften und Zusammenfassungen oder wertlose Notizen seien. Im Russischen Bürgerkrieg beriet er die „Weißen“, zunächst unter General Denikin, dann dessen Nachfolger General Wrangel, der ihn im April 1920 zum Leiter der russischen diplomatischen Vertretung in Konstantinopel ernannte. Als die Entente zum Ende des Türkischen Befreiungskrieges Konstantinopel räumte, floh Neratow ins französische Exil. Er starb 1938 in Villejuif im russisch-französischen Krankenhaus, einer Einrichtung des von General Wrangel 1924 gegründeten militärischen Emigrantenverbandes ROVS.